# Gran Couva
Gran Couva es una localidad de Trinidad y Tobago, que forma parte de la región de Couva-Tabaquite-Talparo.

## Geografía
La localidad abarca parte de la isla Trinidad y limita al norte con Chickland, al sur con Tortuga y Mayo, al este con Brasso Caparo Village y Pepper Village y al oeste con Preysal e Indian Trail

## Demografía
Datos demográficos de la localidad de Gran Couva:
| Gráfica de evolución demográfica de Gran Couva entre 2000 y 2011 |
|                                                                  |